# Bryophilopsis variegata
Bryophilopsis variegata är en fjärilsart som beskrevs av Bethune-Baker 1911. Bryophilopsis variegata ingår i släktet Bryophilopsis och familjen trågspinnare. Inga underarter finns listade i Catalogue of Life.